# Comissão Rondon
A Comissão Rondon foi um dos agrupamentos expedicionários estabelecidos pelo governo brasileiro em 1907 pelo então presidente Afonso Pena.
A comissão foi chefiada pelo marechal Cândido Mariano da Silva Rondon, tendo sido a mais importante dentre aquelas comissões. O objetivo principal era reconhecer e ocupar uma parte ainda desconhecida do território brasileiro, defender as fronteiras nacionais, assim como implantar linhas e postos telegráficos pelo interior do país. Para tanto, estabeleceu contato com dezenas de grupos indígenas que se encontravam nas rotas traçadas, produzindo grande volume de material etnográfico e iconográfico.

## Vocabulários
Vocabulários de línguas indígenas recolhidos pela Comissão Rondon:
- Anauquá (Nahukuá)
- Apiacá (Apiaká)
- Ariquême (Ariken)
- Aroá (Aruá)
- Auití (Awetí)
- Bacairí (Bakairí)
- Bacaerí e Nhambiquára (Bakairí e Nanbikuára)
- Bacairí (Bakairí)
- Boróro (Bororo)
- Caiapós (Kayapó)
- Camaiurá (Kamayurá)
- Canela e Guajajára (Canelas e Guajajára)
- Caraó
- Carahús
- Carajá (Karajá)
- Carajá e Javaé (Karajá e Javaé)
- Caripúna (Karipúna)
- Caxinití (Kaxinití)
- Caxuiána (Kaxuiâna)
- Cayabí (Kayabí)
- Congorês ou Cocúzus (Congorê)
- Chipáya (Xipáya)
- Galibí (Galibí)
- Guaycurú (Guaikurú)
- Iaulaptí (Yawarapití)
- Inhahuquá (Nahukuá) (veja Anauquá)
- Ipoteuát (Ipotuát)
- Kipkiriruát (Kepkiriwát)
- Laiana (Layâna)
- Laiana e Quiniquináo (Layâna e Kinikináo)
- Maiongón (Mayongóng)
- Maiongon e Macú (Maiongóng e Makú)
- Macú (Makú)
- Macuráp (Makuráp)
- Macuxi (Makuxí)
- Massacá (Masaká)
- Meináco (Mehináku)
- Moxos (da Bolívia)
- Mundurucú (Mundurukú)
- Nhambiquára (Nanbikuára)
- Oiampí (Oyanpík)
- Pacanóvas (Pakahás-Nóvas)
- Paricí (Paresí)
- Purus-Borás (Puruborá)
- Pauatê (Pawatê)
- Pianocotó (Pianokotó)
- Rangu (Nação Tirió)
- Tacuatepé (Takuatép)
- Tamaindê (Tamaindê)
- Tapanhumas (Tapayúna)
- Taurepám (Taulipáng)
- Terena (Terêna)
- Ticúna (Tikúna)
- Trumay (Trumaí)
- Uará (Waurá)
- Uapixâna (Wapitxâna)
- Uaurá (Waurá) (veja Uará)
- Uaurá e Meináco (Waurá e Mehináku)
- Uómos
- Umotína
- Urubú
- Urumí
- Xavánte
- Xirianán (Xirianá)
- Xirihaná